# 락토파민
락토파민(영어: Ractopamine)은 사육되는 동물의 살코기를 촉진하고 식품 전환 효율을 높이기 위해 사용되는 동물 사료 첨가물이다. 몇몇 국가에서는 허용되어 있거나 금지되어 있다. 약리학적으로 β1 및 β2 아드레날린 수용체를 자극하는 페놀 기반의 TAAR1 작용제 및 β 아드레날린 수용체 작용제이다. 락토파민 염산염으로서 육류 생산을 위해 동물에게 가장 일반적으로 투여된다. 미국에서는 돼지고기용 페이린(Paylean), 소용 옵타플렉스(Optaflexx), 칠면조용 톱맥스(Topmax)로 시판되는 제품의 활성 성분이다. 일라이 릴리 앤드 컴퍼니의 산하 기업인 엘란코 애니멀 헬스가 개발했다.
2014년 기준으로 유럽 연합, 중국, 러시아를 포함한 160개국에서 락토파민의 사용이 금지되었고 일본, 미국, 대한민국, 뉴질랜드와 같은 27개국에서는 가축용 락토파민의 고기가 사람이 섭취해도 안전하다고 간주했다.
시판되는 락토파민은 가능한 4가지 입체 이성질체의 혼합물이다. 또한 관련 약물인 도부타민의 위치 이성질체이다.

## 작용 과정
식품 첨가물로 사용될 때 사료에 첨가되는 락토파민은 혈액에 의해 근육 조직으로 분배될 수 있으며 여기서 수용체 단백질인 뮤린(쥐 또는 쥐) TAAR1에 대한 완전한 작용제 역할을 한다. 이는 베타 아드레날린 수용체에 대한 작용제이기도 하다. 그런 다음에 단백질 합성을 증가시키기 위해 일련의 과정이 시작될 것이며 이는 근육 섬유 크기를 증가시킨다. 락토파민은 돼지고기를 마무리하는 과정에서 체중 증가 속도를 높이고 사료 효율을 향상시키며 사체의 살코기를 증가시키는 것으로 알려져 있다. 돼지고기를 마무리하는 데 사용하면 동물 한 마리당 약 3kg의 살코기가 추가로 생산되며 사료 효율이 10% 정도 향상된다. 엘란코 동물 보건은 2004년 1월 28일에 미국에서 옵타플렉스를 상업적으로 이용할 수 있게 했다. 옵타플렉스는 마지막 28-42일 동안 돼지 또는 시장용 소(육종 소 또는 황소가 아닌 경우)에게 먹이는 사료에서만 사용하도록 라벨이 표시된 의약 사료 첨가물이다.

## 세계 각국의 규제
2012년 7월 6일에 유엔식량농업기구 산하 국제 표준 식품 법전 위원회는 쇠고기와 돼지고기의 근육 절단에 대해 10억분의 1(ppb)의 최대 잔류 한도(MRL)를 채택하는 것을 좁은 범위 안에서 승인했다. 제한을 두는 것은 논란의 여지가 있는 조치였다. 주요 육류 수출 시장을 가진 국가들은 세계무역기구(WTO) 분쟁에서 개별 국가 차원의 금지를 잠식하기 위한 지렛대로 사용하기 위해 몇 년 동안 그러한 기준의 제정을 위해 로비를 해왔다. 115개국 220개 소비자 단체를 대표하는 세계 소비자 단체 연합인 컨슈머 인터내셔널은 이 조치에 강력히 반대했다. 이미 160개국 이상에서 식용 동물에 락토파민을 사용하는 것이 금지되어 있다.

### 유럽 연합
락토파민은 2009년에 진행된 유럽 식품안전국의 안전성 평가에 대한 의견을 근거로 유럽 연합에서 허용되지 않았는데 이는 이용 가능한 데이터가 '인간이 섭취할 수 있는 안전한 잔류물 수준'으로 최대 잔류물 한도를 도출하기에 충분하지 않다는 결론을 내렸다. 불확실성은 특히 어린이나 심혈관 질환이 있는 사람들과 같이 첨가제를 섭취함으로써 베타 아드레날린 자극의 증가에 대부분보다 더 민감할 것으로 생각되는 사람들에게 컸다. 또한 단순히 안전 요소로서 계산에 내장된 "불안정 요소"를 증가시키는 것은 빠르게 임의적이 될 것이다.

### 미국, 캐나다, 멕시코
락토파민을 사료 첨가제로 사용하는 것은 미국, 캐나다, 멕시코에서 허용되어 있다. 미국에서 락토파민은 돼지 사료의 경우에는 1kg당 농도가 5~20mg에 달할 정도로 허용되며 몸무게가 109kg 이상인 돼지의 경우에는 1kg당 사료 농도가 5~10mg에 달할 정도로 허용된다. 미국에서 육류용 락토파민의 최대 잔류 한도는 50ppb로 국제식품규격위원회(Codex Alimentarius)가 정한 기준의 5배에 달한다. 락토파민은 1999년에 미국 식품의약국에 의해 돼지고기에 사용하는 것이 허용되었다. 2003년에는 쇠고기, 2008년에는 칠면조고기에 사용하는 것이 승인되았다.
2015년에는 미국 농무부가 "락토파민-베타 작용제 성장 촉진제 무첨가"라는 새로운 라벨을 사용하는 것을 승인했다.
캐나다 식품검사청(CFIA)은 아시아 국가들을 대상으로 수출되는 캐나다산 육류가 자국 당국에 의해 불허되지 않도록 캐나다 락토파민 프리 돼지고기 인증 프로그램(CRFPCP)을 유지하고 있다. 해외에서 온 일부를 포함한 수백 개의 상업용 사료 시설이 CRFPCP에 등록되어 있는데 CRFPCP는 기본적으로 자체 인증을 기반으로 하며 무작위 테스트 정책에 의해 지원되는 프로그램이다.
현재 USDA 유기 라벨은 허용되는 합성 물질 목록에 있는 것 외에 어떠한 합성 화합물도 사용할 수 없다는 것을 의미하기 때문에 락토파민은 인증된 유기 생산에서 허용되지 않을 것이다.
비CRFPCP 돼지고기의 캐나다 내 소비의 경우 락토파민 염산염은 식사나 펠릿 사료(지난 6주간 최대 10mg/kg), 제한된 마무리 소(과거 42일간 최대 30mg/kg), 무거운 칠면조(14일간 최대 9mg/kg)에 적용해 계산대에서 판매할 수 있다. 유예 기간은 0일로 설정된다.

### 일본, 대한민국
일본은 적어도 2009년까지 락토파민을 비롯한 사료 첨가제 사용을 허용했다.:1 대한민국은 최대 잔류 한도(MRL)까지 락토파민 잔류물이 있는 고기의 수입만 허용하고 쇠고기 생산에는 사용을 허용하지 않는다.

### 대만
2006년 10월에 대만은 다른 베타 아드레날린 작용제들과 함께 락토파민을 금지했다. 2012년 하향 조정에서 입법부는 정부 기관이 락토파민에 대한 안전 기준을 설정할 수 있도록 권한을 부여하는 식품 위생 관리법 개정안을 통과시켰다. 2012년 7월 31일에 타이완 보건부는 궁극적으로 쇠고기의 락토파민에 대한 최대 잔류 한도(MRL)를 10ppb로 설정했다.
대만에 대한 미국의 이익을 대표하는 기관인 미국재대만협회는 이들 "많은 다른 나라들이 락토파민이 첨가된 동물의 고기가 인간이 소비하기에 안전하다고 결정했다."고 밝혔다. 이것은 대만과 미국 사이에 진행 중인 무역 분쟁의 맥락에서 미국이 대만의 환태평양 경제 동반자 협정(TPP) 가입을 막겠다고 위협했음을 암시하고 있다.
2020년에는 대만 정부가 락토파민이 첨가된 미국산 돼지고기의 수입 제한을 완화하는 결정을 내렸는데 대만 각지에서 정부의 결정에 항의하는 시위가 발생하기도 했다. 2021년 12월 18일에는 대만에서 락토파민이 첨가된 돼지고기의 수입 금지 여부를 결정하는 국민투표가 실시되었는데 부결되었다.

### 러시아, 중국
2013년에 러시아와 중국은 락토파민이 함유된 돼지고기 수입을 금지했다. 특히 러시아는 락토파민이 사람이 먹기에 부적절한 식품 첨가물이라고 판단했는데 여기에는 러시아에 수입되는 쇠고기도 포함된다. 전통적인 중국 식단은 돼지의 내장을 포함하고 락토파민은 동물의 위장 시스템에 의해 농축되기 때문에 중국 관리들은 락토파민을 금지했다. 전통적인 식단이 중국과 비슷한 아시아의 다른 나라들도 비슷한 우려를 해왔지만 미국이 무역 접근을 분쟁의 대리인으로 사용한 것은 그들의 반응을 다소 완화시켰다.

### 뉴질랜드
2017년에는 러시아가 뉴질랜드산 쇠고기에서 락토파민이 검출된 사실을 확인하고 뉴질랜드산 쇠고기의 수입을 금지했다. 뉴질랜드에서는 락토파민을 소에게 사용되는 것이 허용되어 있지 않다.

## 세계 반도핑 기구(WADA)의 규제
2015년에 이집트 출신의 18세 여자 공수도 선수가 도핑 검사를 받기 위해 소변 샘플을 채취했다. 이 과정에서 소변에 락토파민이 과다하게 검출되었고 해당 선수는 4년 동안 부적격 판정을 받은 것으로 드러났다. 스포츠 중재 재판소(CAS)는 "락토파민이 "세계 반도핑 법전(WADC)에 명시적으로 언급되지는 않았지만 WADC에 따라 2015년 금지 목록의 S1.2에 따라 금지된 다른 동화 작용제이다. 선수는 금지 약물의 출처를 입증해야 하는 자신의 책임을 이행하지 않았고 [따라서] 도핑 금지 규정을 위반한 것으로 간주한다."고 판단했다.
세계 반도핑 기구(WADA)는 2017년 10월에 회의에서 락토파민과 관련하여 다음과 같이 제안했다.
- 과학적 해결책이 "육류 오염과 약리학적 섭취 사이의 구별"을 허용할 수 있는지 여부에 관하여
  - 육류 오염 위험에 대한 정보는 계속되어야 한다.
  - 육류 오염의 영향을 받는 국가들은 특히 위생 조치를 통해 국내외 운동 인구의 노출 위험을 줄이기 위한 노력을 계속해야 한다.

2017년 10월에 도달한 결론 가운데 하나는 MRL 농도에서 잔류량이 있는 육류를 섭취할 때 "선수들이 양성 반응을 보일 명백한 위험"이 있다는 것이었다.

## 인간의 약물 동력
락토파민에 대한 인간의 약리학적 반응을 정의하기 위한 연구가 수행되었다. 인간 지원자들에게 락토파민 염산염 40mg을 단회 경구 투여했다. 약물은 빠르게 흡수되었으며 평균 혈장 반감기는 약 4시간이었으며 투여 후 24시간이 경과한 혈장에서는 검출되지 않았다. 배설된 총 락토파민의 5% 미만이 모체 약물을 대표하는 반면 비뇨기 대사물은 모노글루쿠로나이드와 모노설페이트 공액이었으며 락토파민 모노설페이트가 주요 대사물이었다.
락토파민 염산염의 대사 운명은 대상 종(돼지와 소), 실험실 동물 및 인간에서 유사하다. 약리학적 효과 외에도 락토파민은 중독 효과를 일으킬 수 있다. 따라서 인간이 성장 자극을 위한 사료와 함께 락토파민을 섭취한 동물의 육류 또는 부산물을 섭취하는 행동은 빈맥 및 기타 심박수 증가, 떨림, 두통, 연축, 고혈압을 초래할 수 있다. 락토파민이 사람에게 미치는 영향은 완전히 알려져 있지 않지만 락토파민 잔기가 함유된 제품의 소비는 심혈관 질환자에게 권장되지 않는다.

## 안전 문제

### 대상 동물 안전
락토파민을 돼지에게 사용하는 행동은 특히 과잉행동, 떨림, 부러진 팔다리와 같은 부작용과 관련이 있어 동물 보호 단체의 비난을 초래한다.
동물 복지 전문가인 콜로라도 주립 대학교 동물과학사원 그랜딘 교수는 볼더 위클리 신문과의 대화에서 라토파민이 사지가 뻐근하고 쑤시고 다리가 절뚝거리는 소와 같은 사료용 동물에 미치는 유해한 영향과 열 스트레스 증가에 대해 설명했다. 그는 같은 칼럼에서 락토파민 처리된 동물의 고기가 더 질길 수도 있다고 주장했다.
락토파민 사용은 움직일 수 없거나 서 있을 수 없는 동물인 다운 돼지의 발생의 한 요인이다.

## 부작용

### 급성독성
생쥐와 쥐의 구강 반수 치사량(LD50) 수치는 각각 몸무게 1kg당 2,545~3,547mg, 365~474mg이다. 이는 수컷과 암컷 모두에 해당한다.

### 유전 독성과 돌연변이 유발성
원핵생물과 진핵생물의 돌연변이 연구는 락토파민이 돌연변이 유발 물질이 아니라는 것을 보여준다. 그러나 인간 림프구의 염색체 이상 검사를 포함한 여러 시험관 내 연구 결과는 양성이다. 양성 유전독성 결과는 락토파민-카테콜 생성 반응성 중간생성물의 2차 자동산화 메커니즘 때문이라는 제한된 증거로 설명된다.

### 발암성
락토파민은 발암 물질로 간주되지 않으며 국제 암 연구 기관(IARC), 미국 국립 독성 프로그램(NTP), 미국 정부 산업 위생사 회의(ACGIH) 또는 미국 산업안전보건청(OSHA)의 목록에 포함되어 있지 않다.

### 심혈관계 영향
심박수와 심박출량의 용량 의존적 변화는 락토파민 투여 후 첫 시간 내에 관찰되며 점진적으로 기준치로 돌아간다. 수축기 혈압도 용량에 따라 증가하는 반면 확장기 혈압은 변하지 않는다.

### 근골격계 효과
골격근 떨림증은 베타 작용제의 가장 흔한 부작용이며 흡입 후보다는 경구 투여 후에 나타날 가능성이 더 높다. 떨림은 사지의 빠른 근육군과 느린 근육군 사이의 불균형에서 비롯되며 그 심각성은 개인마다 크게 다르다.

### 인간의 행동 변화
불안함은 다양한 베타 작용제의 사용 후, 특히 구강 또는 비경구 치료 후에 보고되었다. 락토파민을 이용한 시범 임상시험에서 4명의 환자가 중추신경계 자극에 대한 증거를 거의 보이지 않았다. 이러한 약물을 사용한 장기 치료가 이러한 부작용에 대한 내성을 개발하는 결과를 초래하는지 여부는 불분명하다..